# 中臣勝海
中臣勝海（なかとみのかつみ）は、古墳時代の豪族・中臣氏の一人。姓は連。出自は明らかでなく、父は中臣真人とする系図がある。大夫（マヘツキミ：議政官）の地位にあった。

## 経歴
『日本書紀』によると、敏達天皇14年（585年）3月、物部守屋と共に、疫病流行の原因が蘇我氏の仏教信仰のせいであると奏上したとされる。用明天皇2年（587年）4月、天皇が病床で仏教に帰依する旨を詔し、群臣にこのことを協議するように命じた際にも、守屋と共に詔に反対している。その後、守屋の挙兵に呼応して、自宅に兵を集め、押坂彦人大兄皇子の像と竹田皇子の像を作り呪詛するが、反乱計画の不成功を知って彦人大兄に帰服。皇子の宮に行ったが、宮門を出たところで迹見赤檮に殺された。

## 系譜
父は真人連とするものがある。